# Spomenka Hribar
Spomenka Hribar (nascuda el 25 de gener del 1941 a Belgrad) és una autora, filòsofa, política, columnista d'Eslovènia que va ser una de les intel·lectuals més influents als anys 80 i que va ser coneguda com «la primera dama de l'oposició democràtica eslovena» i com «la veu de la primavera eslovena». Hribar va créixer a la ciutat de Ziri i després d'anar al institut a Škofja Loka va estudiar a la Universitat de Ljubljana, on va cursar filosofia i sociologia. Es va graduar el 1965 amb una tesi sobre el concepte de llibertat de Karl Marx. Entre el 1965 i el 1966 va ser coeditora de la revista Tribuna. El 1969, va treballar a l'Institut de Sociologia de la Universitat de Ljubljana. A les eleccions del 1990, va ser escollida membre del parlament amb el partit Unió Democràtica d'Eslovènia. Hriibar va canviar de partit i va col·laborar amb el Partit Socialdemòcrata de qui va ser el primer president d'Eslovènia Milan Kučan.